# Herbert Herxheimer
Herbert Gotthold Joachim Herxheimer (* 11. Dezember 1894 in Frankfurt am Main; † 18. Oktober 1985 in London) war ein deutscher Mediziner.
Herbert Herxheimer wurde 1920 Arzt und 1924 Facharzt für Innere Medizin. Im Jahre 1926 hat er sich für das Fach Innere Medizin als Schüler von Gustav von Bergmann an der Berliner Charité habilitiert. 1932 wurde er zum nichtbeamteten a.o. Professor an der damaligen Charité, gehörend zur Friedrich-Wilhelms-Universität (jetzt Humboldt-Universität) ernannt.
Wegen seiner jüdischen Herkunft wurde ihm 1935 seine Approbation aufgrund der 4. Verordnung zum Reichsbürgergesetz entzogen. 1938 emigrierte Herxheimer nach London und begann sich dort wissenschaftlich mit dem Thema Asthma bronchiale zu beschäftigen. 1956 übernahm er nach Rückkehr aus seinem Exil in England den Lehrstuhl für Innere Medizin mit Schwerpunkt Allergieforschung an der Freien Universität Berlin. Am 1. November 1970 trat Herbert Herxheimer in den Ruhestand.
Herxheimer machte u. a. Entdeckungen in Bezug auf die allergischen Reaktion der Atemwege. Seinen Forschungen und seiner Voraussicht verdankt es die Freie Universität Berlin und die Berliner Medizin, dass eine spezielle Allergie- und Asthma-Poliklinik gegründet wurde.  Für seine hervorragenden medizinischen und wissenschaftlichen Leistungen erhielt er 1976 das Große Verdienstkreuz der Bundesrepublik Deutschland. 
Herbert Herxheimer war der Vater des britischen Pharmakologen Andrew Herxheimer, der das Drugs and Therapeutics Bulletin gründete und seinen Vater zur Gründung des Arzneimittelbriefs anregte.

## Weiterführende Literatur
- Herxheimer, Herbert Gotthold Joachim. In: Werner Röder, Herbert A. Strauss (Hrsg.): Biographisches Handbuch der deutschsprachigen Emigration nach 1933. Band 2, Teil 1: A–K. The Arts, Scienes, and Literature. Hrsg. von Hannah Caplan und Belinda Rosenblatt, K.G. Saur, München u. a. 1983 (englisch und deutsch), S. 498.